# Bammy
Il bammy o bami è un pane basso tipico giamaicano.

## Ingredienti e utilizzo
Il bammy viene realizzato con la manioca amara, che viene grattugiata, pressata, battuta con un mortaio, ed infine setacciata per ottenere una farina. Alla farina viene aggiunto il sale ed eventualmente - soprattutto nella preparazione domestica - burro e spezie, ed il composto viene poi cotto su una piastra per tre minuti. In alternativa, prima della cottura l'impasto può essere inzuppato nel latte di cocco, e può anche essere fritto o cotto al forno.
Viene utilizzato sia come contorno che come snack. Tipicamente accompagna l'Escovitch fish, l'Ackee and saltfish, ed in generale i piatti a base di pesce.

## Storia
Il piatto deriva dalla focaccia di manioca che consumavano gli Aruachi.
Tradizionalmente diffuso nelle campagne, a partire dal secondo dopoguerra il suo consumo conobbe un rapido declino, in favore del pane di farina di frumento, più economico. Solo a partire dal 1992, grazie ad un progetto della FAO in collaborazione con il governo giamaicano, si riuscì a rilanciare il prodotto: la produzione riprese rapidamente e già alla fine degli anni Novanta il bammy era tornato ad essere molto diffuso in tutto il paese.